# ムハンマド・ジャフファリー
ムハンマド・ジャフファリー（Mohammed Jahfali, 1990年10月24日 - ）は、サウジアラビア出身のサッカー選手。サウジ・プロフェッショナルリーグ・アル・ヒラル所属。サウジアラビア代表。ポジションはディフェンダー。
ムハンマド・ジャーファリ、モハンメド・ジャハファリと表記されることもある。

## 来歴

### クラブ
2015年、アル・ヒラルへ移籍した。